# Callicarpa kochiana
Callicarpa kochiana là một loài thực vật có hoa trong họ Hoa môi. Loài này được Makino mô tả khoa học đầu tiên năm 1914.